# Virunga Nationalpark
Virunga Nationalpark (Parc National des Virunga, tidligere Albert Nationalpark) dækker området fra Virungabjergene til Rwenzoribjergen i de østlige dele af Demokratiske Republik Congo. Parken blev etableret i 1925, som Afrikas første nationalpark, og blev et UNESCO verdensarvområde i 1979. Parken dækker et areal på 7.800 km² og grænser til Parc national des Volcans i Rwanda og Ruwenzori Mountains Nationalpark i Uganda.
Parken ligger på vestbredden af Lake Edward, som er kendt for sin bestand af flodheste. Andre landskabstyper i parken er mose, græssletter, lavasletter omkring vulkanerne Nyiragongo og Nyamuragira, og snedækkede bjerge.
I de senere år er den blevet kendt for sin bestand af bjerggorillaer, som er alvorligt truet af krybskytter og af borgerkrigen i Ituriregionen. Parken er på listen over truede verdensarvssteder
Det menes at både savanne-, skovelefanter og chimpanser stadig findes i Virunga, sammen med okapi, giraffer, bøfler og mange endemiske fugle. Naboområdet Mount Hoyo administreres sammen med parken, og her lever pygmæfolk, og findes grotter og vandfald. Bosættelser og krybskytteri udfordrer parkmyndighederne til det yderste, men de fortsætter med at håndhæve nationalparkrestriktionerne, på trods af at der siden 1994 er dræbt omkring 120 parkbetjente under deres arbejde.